# MT Haven
 (mars 2018).
Si vous disposez d'ouvrages ou d'articles de référence ou si vous connaissez des sites web de qualité traitant du thème abordé ici, merci de compléter l'article en donnant les références utiles à sa vérifiabilité et en les liant à la section « Notes et références ».
Le MT Haven, anciennement nommé Amoco Milford Haven, est un pétrolier chypriote construit en 1973.
Il a coulé dans le golfe de Gênes en 1991, provoquant une marée noire.
Son épave est devenu un site de plongée sous-marine.

## Histoire
L’Amoco Milford Haven est construit à Cadix, en Espagne, par Astilleros Españoles S.A. sur le même modèle que l’Amoco Cadiz. Le navire est lancé en 1973, pour convoyer du pétrole brut depuis le Moyen-Orient. En 1978, l’Amoco Cadiz fait naufrage au large de la Bretagne ; le Milford Haven est touché par un missile dans le golfe Persique lors de la guerre Iran-Irak en 1988. Après de lourdes réparations à Singapour, il est vendu, puis prêté par ses nouveaux propriétaires à la compagnie Troodos Shipping (gérée par Lucas et Stelios Haji-Ioannou, père et fils), pour laquelle il circule entre Kharg, en Iran, et la mer Méditerranée.

## Naufrage
Le 11 avril 1991, le MT Haven décharge 230 000 tonnes de brut sur la plateforme flottante Multedo, à 11 kilomètres de la côte de Gênes, en Italie. Après le transfert des 80 000 premières tonnes, il se sépare de la plateforme pour une opération de routine.
À ce moment, le second du navire, Donatos Lilis, explique avoir entendu un bruit très fort, comme des barres de fer s’entrechoquant, peut-être la rupture du couvercle d’une pompe. Une explosion s’ensuit, au cours de laquelle cinq membres d’équipage meurent sur le coup, puis un incendie se répand sur le bateau. À cause de la chaleur des flammes, les pièces métalliques de la coque se dilatent et se déforment, et le pétrole fuit des réservoirs vers la mer.
Les autorités italiennes dépêchent rapidement des pompiers pour combattre l’incendie, et disposent plus de 10 km de barrières gonflables à un mètre sous la surface autour du navire, pour tenter de contrôler le déversement d’hydrocarbures. Le lendemain, une tentative est faite pour remorquer le navire vers la côte, et faciliter les interventions, mais la coque se brise. Elle finit par couler le 14 avril, à deux kilomètres de la côte, entre Arenzano et Varazze.

## Épave

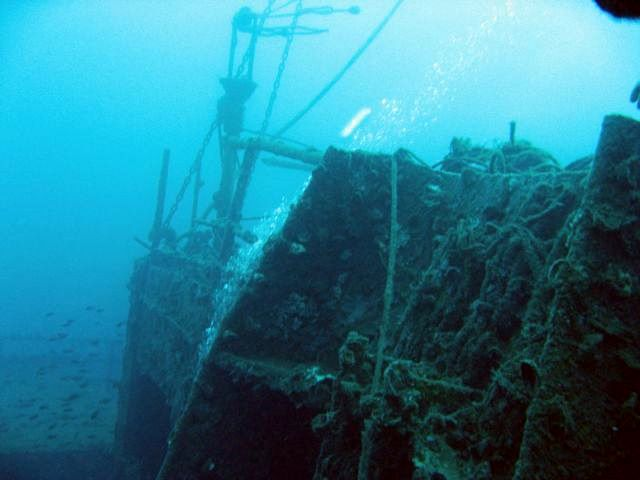
Épave du MT Haven.

Lorsque l’épave est déclarée sans danger, un sous-marin de poche est utilisé pour l’inspecter. Il apparaît alors que la poupe avait heurté un éperon rocheux, sans toutefois ouvrir de nouvelles déchirures dans la coque, avant de s’échouer sur un fond sableux.
Une partie du pétrole restant dans la coque lors de l’accident a brûlé dans l’incendie, le reste s’est déversé à la surface de l’eau. La plupart du pétrole en surface peut être aspirée, car relativement liquide, le résidu étant sous forme solide. La marée noire résultante pollue pendant une dizaine d’années les côtes italiennes et françaises, principalement autour de Gênes.
L’épave du Haven est la plus grande en mer Méditerranée, et repose par 30 à 80 m de fond au large de Gênes. Elle constitue désormais un site de plongée.
Le navire est brisé en deux parties et seule la poupe est accessible aux plongeurs, de la partie arrière (énorme hélice à 82 m) à environ la moitié du pont sur 200 m de long par 55 m de profondeur, jusqu'à la cassure franche à la verticale de l'avant de l'épave. Le haut du château qui comprend la timonerie se trouve à 34 m. La proue elle se trouve à 400 m de profondeur.

## Procès

### Contexte et accusations
Le principal argument d’accusation est que Lucas et Stelios Haji-Ioannou, en qualité de dirigeants de Troodos Shipping, avaient continué d’utiliser le Haven alors qu’il était en mauvais état, et que son délabrement avait pu causer l’explosion. Le navire n’aurait pas dû reprendre la mer après son accident de la guerre Iran-Irak. Le réquisitoire demande sept ans de prison pour homicide pour les deux principaux accusés, et deux ans et quatre mois pour Christos Dovles, ancien directeur de la compagnie maritime.

### Issue
Après trois rejugements (le dernier en 2002) et plusieurs appels et demandes de dommages et intérêts, les directeurs de Troodos Shipping sont acquittés. Stelios Haji-Ioannou déclare après le procès : « Mon principal commentaire est de demander pourquoi il a fallu tant de temps pour innocenter les suspects de ces terribles charges ».

### Réception
Le représentant du ministre de l’environnement italien s’estime « fortement amer » après le verdict, et explique : « Les victimes, leurs proches et l’enviromment marin, tous gravement touchés, demeurent sans réponses convaincantes ».
Grazia Francescato, pour le WWF, s’affirme dégoûtée par le comportement de Stelios. Elle établit un parallèle avec la catastrophe du Moby Prince, lors de laquelle 140 personnes périrent dans un ferry en feu au large de Livourne en 1991 ; lors du procès, quatre responsables accusés d’homicide sont acquittés.